# Troyes-4 (tổng)
Tổng Troyes-4 là một tổng của Pháp nằm ở tỉnh Aube trong vùng Grand Est.
Tổng này được tổ chức xung quanh Troyes ở quận Troyes. 

## Hành chính
{{Tab conseiller général|2008-[[2014|Danièle Boeglin|DVD|}}
{{Tab conseiller général|2001-[[2008|Danièle Boeglin|DVD|}}
| Giai đoạn | Ủy viên | Đảng | Tư cách |
| --------- | ------- | ---- | ------- |

## Các đơn vị hành chính
| Xã                       | Dân số     | Mã bưu chính | Mã insee |
| ------------------------ | ---------- | ------------ | -------- |
| Barberey-Saint-Sulpice   | 766        | 10600        | 10030    |
| La Chapelle-Saint-Luc    | 14 447     | 10600        | 10081    |
| Le Pavillon-Sainte-Julie | 219        | 10350        | 10281    |
| Payns                    | 894        | 10600        | 10282    |
| Saint-Lyé                | 2 633      | 10180        | 10349    |
| Troyes                   | 60 958 (1) | 10000        | 10387    |
| Villeloup                | 110        | 10350        | 10414    |

(1) một phần xã.

## Thông tin nhân khẩu
| 1962                                                     | 1968 | 1975 | 1982  | 1990  | 1999  |
| -------------------------------------------------------- | ---- | ---- | ----- | ----- | ----- |
| -                                                        | -    | -    | 3 967 | 4 357 | 4 622 |
| Nombre retenu à partir de 1962 : dân số không tính trùng |      |      |       |       |       |